# Kayoko Shimada
Kayoko Shimada (jap. 島田佳代子 Shimada Kayoko; ur. 6 lutego 1986) – japońska zapaśniczka w stylu wolnym. Piąta na mistrzostwach świata w 2012. Złota medalistka mistrzostw Azji w 2012. Siódma w Pucharze Świata w 2012. Uniwersytecka mistrzyni świata w 2006 roku.